# استویان ورانیش
استویان ورانیش (انگلیسی: Stojan Vranješ؛ زادهٔ ۱۱ اکتبر ۱۹۸۶) بازیکن فوتبال اهل بوسنی و هرزگوین است که در پست هافبک و در تیم استقلال تهران بازی می کند
از باشگاه‌هایی که در آن بازی کرده‌است می‌توان به باشگاه فوتبال لخیا گدانسک، باشگاه فوتبال لگیا ورشو، باشگاه فوتبال بوراتس بانیا لوکا، باشگاه فوتبال وویوودینا و باشگاه فوتبال سی‌اف‌آر کلوژ اشاره کرد.
وی همچنین در تیم‌های ملی فوتبال زیر ۲۱ سال بوسنی و هرزگوین، و بوسنی و هرزگوین بازی کرده‌است.